# Ad nauseam
Ad nauseam är ett latinskt uttryck som betyder 'till illamående', exempelvis använt i meningen "saken har diskuterats ad nauseam". Argumentum ad nauseam eller argumentum ad infinitum är argumentationsfel som görs då någonting antas vara sant för att det har upprepats tillräckligt många gånger, ibland av flera olika personer och tills ingen längre orkar säga emot.
Ad nauseumargumentation förutsätter ofta att om någonting sagts tillräckligt många gånger måste det ligga någon sanning i det, vilket förstås är möjligt men inte nödvändigt. Detta gör att argumentationsfelet ligger nära både argumentum ad populum, som säger att någonting är sant om tillräckligt många tror på det, och traditionsargumentet, som säger att någonting är sant om det funnits tillräckligt länge.

## Exempel
- "Människor har trott på Gud i tusentals år, därför måste han finnas."
  - Att tillräckligt många tror någonting kan betyda att det är sant, men behöver inte nödvändigtvis göra det.
- "Tidningar har rapporterat om fattigdom hela året, den måste vara ökande."
  - Det kan finnas andra anledningar till att media rapporterat mer om det än att fattigdomen ökar, exempelvis ett ökat intresse från läsarna.